# Morchella crassipes
Morchella crassipes (Vent.) Pers., 1801 è una specie di fungo ascomicete della famiglia Morchellaceae.

## Etimologia
Epiteto genericoda Morchel nome di origine tedesca.
Epiteto specificodal latino crassipes = dal piede ingrossato.

## Descrizione della specie
Corpo fruttifero
A ricettacolo conico, acuto alla punta, di colore bruno-olivastro, alveolato a costolature alte e spigolose, con margine libero.
Gambo
Rigonfio al piede, alto, cavo, prima bianco poi lievemente ocra, aranciato.
Carne
Sottile, bianca di consistenza cerosa.
Odore e sapore non significativi.
Spore
Color crema in massa, ellittiche.

## Distribuzione e habitat
Fruttifica su terreno ricco di humus, gregario, in primavera.

## Commestibilità
Commestibile di buona qualità. Tossico da crudo come tutte le morchelle, dato che contiene acido elvellico, micotossina termolabile.